# Świadomy sen
Świadomy sen – sen, w którym śniący zdaje sobie sprawę, że śni. Dlatego klarowność myślenia, dostęp do wspomnień z jawy oraz świadomy wpływ na treść snu mogą być kontrolowane (aczkolwiek na różne sposoby – zależy to od poziomu zaawansowania osoby śniącej). Inne nazwy na świadomy sen to: sen jasny, sen przejrzysty, sen wiedzy.
Świadome sny mogą być wykorzystane w zwalczaniu koszmarów, jako narzędzie poznania swojej jaźni albo też dla rozrywki. W snach, gdzie śniący posiada odpowiednio wysoki poziom kontroli nad treścią marzenia sennego, można zrealizować każde swoje pragnienie.
Spontaniczne i chwilowe uzyskanie stanu świadomego snu może nastąpić bez żadnych wstępnych warunków.
Świadomego śnienia można się nauczyć. Dzięki specjalnym technikom śniąca osoba może zorientować się, iż otaczająca ją rzeczywistość jest wyimaginowana. Towarzyszy temu zazwyczaj niezwykły szok (niegroźny), który przeważnie prowadzi do ocknienia się lub tzw. fałszywego przebudzenia.

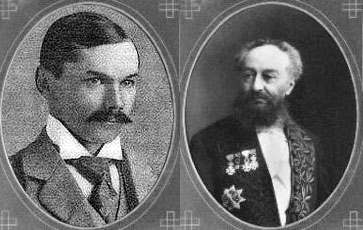
Frederik van Eeden i Markiz d'Hervey de Saint Denys, pionierzy świadomego śnienia.

Niektóre substancje, także występujące naturalnie w rozmaitych ziołach, zwane oneirogenami mogą ułatwiać lub utrudniać osiągnięcie świadomego snu, do osiągnięcia tego stanu używa się również różnych nagrań medytacyjnych, dźwięków binuralnych czy urządzeń  wysyłających sygnał świetlny lub dźwiękowy po wykryciu przez urządzenie  fazy REM snu.

## Historia i etymologia
Świadomy sen praktykowali i praktykują niektóre autochtoniczne narody Ameryki (plemię Yaqui na północy Meksyku), Azji (senońska kultura w Malezji, mieszkańcy Tybetu, Indii – Joga świadomego śnienia).
Sny, w których śniący zdaje sobie sprawę ze swojego stanu, pojawiają się w listach św. Augustyna oraz u Arystotelesa. Termin rêve lucide został użyty po raz pierwszy przez Harveya Saint-Denys w 1867. Za twórcę terminu lucid dream przyjmuje się holenderskiego psychiatrę Frederika van Eedena. Van Eeden, w artykule z 1913 r. A study of Dreams, określa świadomy sen jako sen, w którym miał pełną pamięć swojego życia na jawie oraz wolną wolę.
Świadome śnienie zostało odkryte przez nowoczesną naukę równolegle w Wielkiej Brytanii i Stanach Zjednoczonych. W połowie lat siedemdziesiątych Keith Hearne wraz z Alanem Worsleyem dokonali potwierdzenia faktu świadomego snu przy użyciu ruchów gałek ocznych. Niezależnie od nich identyczny eksperyment został przeprowadzony przez Stephena LaBerge'a.

## Definicja
Paul Tholey, niemiecki oniirolog i teoretyk gestaltyzmu, ułożył epistemologiczną podstawę dla badań nad jasnymi snami, proponując siedem różnych warunków świadomości, które muszą być spełnione dla zdefiniowania snu jako snu świadomegoː
1. Świadomość stanu snu (alienacja)
2. Świadomość zdolności podejmowania decyzji
3. Świadomość funkcji pamięciowych
4. Świadomość samoświadomości
5. Świadomość środowiska snów
6. Świadomość znaczenia snu
7. Świadomość koncentracji i skupienia (subiektywna jasność tego stanu).

Później, w 1992 roku, w badaniu Deirdry Barrett studiowano, czy świadome sny zawierają cztery „konsekwencje” (corollaries) świadomości:
- śniący jest świadomy, że śni
- przedmioty znikają po przebudzeniu
- prawa fizyczne nie muszą mieć zastosowania we śnie
- śniący ma wyraźną pamięć o świecie w trakcie przebudzania.

Barrett stwierdziła, że mniej niż jedna czwarta wszystkich świadomych snów wykazywała wszystkie cztery.
Następnie,  badał panowanie nad tym, że jest się w stanie kontrolować scenariusz snu, i odkrył, że podczas gdy kontrola snu i świadomość snów są skorelowane, nie wymagają siebie nawzajem. LaBerge odnalazł sny, które wyraźnie wskazują na to, że jeden z nich nie jest zdolny do tego drugiego; u niektórych śniących, w których śniący śni świadomy sen i jest świadomy tego, że może sprawować kontrolę, decyduje się po prostu na obserwację.

## Klasyfikacja rodzajów technik służących do osiągania świadomego snu
Stephen LaBerge w książce Exploring the World of Lucid Dreaming sklasyfikował dwa rodzaje technik służących do osiągania świadomego snu.
DILD (Dream Initiated Lucid Dream) – sen, w którym śniący odzyskuje świadomość po zapadnięciu w sen, może się to stać w wyniku wykonania testu rzeczywistości lub przypadkowo poprzez zauważenie nieprawidłowości w świecie snu oraz przez różne techniki np. MILD czy technikę kombinowaną Paula Tholeya.
WILD (Wake Initiated Lucid Dream) – śniący przechodzi bezpośrednio ze stanu czuwania w sen, jest to technika trudniejsza i wymagająca ćwiczenia koncentracji. Istnieją różne odmiany tej techniki wykorzystujące m.in. kotwiczenie czy paraliż senny. Powszechnie uważa się, że najlepsze rezultaty można osiągnąć poprzez świadome wejście w stan hipnagogii. Osoby początkujące bądź niezaznajomione z tematyką świadomego snu mogą doświadczyć podczas tego stanu ataku paniki wywołanego przez niezrozumienie tego zjawiska.
Ponadto, bardzo często wyróżnia się jeszcze dwie inne podstawowe techniki:
MILD (Mnemonic Induction of Lucid Dreams) – W tej technice wykorzystywana jest pamięć perspektywna śniącego. Najistotniejsze jest ustalenie samemu sobie intencji zapamiętania snu po wybudzeniu się. Jeśli śniący faktycznie zapamięta jakieś sny, powinien je zapisać w możliwie jak najdrobniejszych szczegółach, o dowolnej godzinie. W osiągnięciu świadomego snu pomóc może także wyobrażanie sobie bycia w nim oraz bycia w pełni tego świadomym, możliwie jak najdłużej przez cały dzień. Aby zwiększyć prawdopodobieństwo wystąpienia świadomego snu, zaleca się robić to aż do momentu zaśnięcia. Technika ta jest rekomendowana początkującym, ze względu na minimalny wysiłek potrzebny do jej wykonania.
WBTB (Wake-Back-to-Bed) – Celem tej techniki jest wybudzenie się pomiędzy fazami REM. Osoba zamierzająca śnić świadomie budzi się na około dwie godziny przed czasem w którym zrobiłaby to normalnie (używając np. budzika), następnie zostaje na jawie przez dwa lub trzy kwadranse, po czym z powrotem kładzie się spać, myśląc przy tym o rzeczach związanych ze snami. Takie zachowanie zwiększa prawdopodobieństwo wystąpienia świadomego snu u śpiącego, jednak technika ta jest odradzana dla ludzi mających problemy ze snem. Może być łączona ze wszystkimi wymienionymi powyżej technikami.

### Techniki wydłużające czas pozostawania świadomym
Istnieje wiele technik, zwanych stabilizacją snu (ang. dream stabilization), pomagających śniącemu w pozostawaniu świadomym we śnie na dłużej. Jako że brak skupienia może prowadzić do utraty świadomości lub "oddalania się" marzenia sennego, powstało wiele metod na wzmacnianie wrażeń przez zwiększanie koncentracji. Są to między innymi:
- Zachowanie spokoju i obserwowanie sennego otoczenia, bez nadmiernego rozemocjonowania się
- Koncentracja na zmyśle dotyku (np. przez pocieranie rękoma), węchu i słuchu
- Wykonywanie czynności z maksymalną świadomością
- Obracanie się wokół siebie
- Wypowiadanie chęci na głos (np. „Chcę, aby niebo było fioletowe!”)
- Przypominanie sobie, że jest się we śnie
- Rozmowa z postacią senną[21]

## Występowanie i częstotliwość
W badaniach z 2016 David Saunders wraz z zespołem wykazał, że na podstawie 34 badań dotyczących świadomego snu z 50 lat, 55% z 24282 ludzi twierdziło że doświadczyło świadomego snu przynajmniej raz w ciągu życia, co więcej 23% stwierdziło, że doświadcza tego stanu regularnie. W badaniu z 2004 wykazano, że istnieje korelacja pomiędzy występowaniem koszmarów a pojawianiem się świadomego snu, niektórzy oneironauci zgłaszali, że koszmary mogą prowadzić do osiągnięcia stanu świadomości we śnie. Poprzednie badanie wykazywało, że świadomy sen częściej pojawia się u osób dojrzewających niż dorosłych.
Badanie Juliana Mutza i Amira-Homayoun Javadiego wykazały, że osoby praktykujące medytacje dłuższy  czas mają większą ilość świadomych snów. Autorzy nazywają świadomy sen hybrydowym stanem świadomości mający cechy zarówno świata realnego jak i snu, swoje badania opublikowali w Neuroscience of Consciousness w roku 2017.
Mutz i Javadi odkryli, że podczas świadomego snu zwiększona jest aktywność grzbietowo-bocznej kory przedczołowej, obustronnej czołowo-biegunowej kory przedczołowej, przedklinka, płata ciemieniowego dolnego i zakrętu nadbrzeżnego. Aktywne były  wszystkie wyższe kognitywne funkcje mózgu: pamięć, planowanie, samoświadomość. Badacze odkryli również, że podczas snu poziomy samodeterminacji są podobne do tych które widoczne są podczas stanu jawy. Odkryto również, że świadomie śniący mogą kontrolować jedynie jeden aspekt snu na raz.
Mutz i Javadi stwierdzili również, że studiując świadome śnienie naukowcy mogą dowiedzieć się o różnych typach świadomości, co pozwoli potem na odseparowanie ich i badanie każdego z osobna.

## Świadomy sen w kulturze
Zagadnienie świadomego snu poruszone było także w literaturze (Ptasiek Williama Whartona, Kontroler snów Marka Nocnego czy Rycerz Kielichów Jacka Piekary, a także w książce Jesteśmy snem Ursuli K. Le Guin oraz w Sadze Snu Lisy McMann) i w kinematografii (Otwórz oczy i amerykański remake Vanilla Sky, animowany film Waking Life jak i również japońskim filmie animowanym Paprika oraz w filmie Incepcja), jednakże w filmach tych ma on nieco inne znaczenie niż tradycyjnie rozumiany, świadomy sen. Tematykę zaś zwykłego snu z elementami zachowania świadomości można zobaczyć między innymi w filmie młodzieżowym Donnie Darko oraz w filmach w reżyserii Davida Lyncha (np. Zagubiona autostrada). Motyw ten wykorzystany został również w serii książek dla młodzieży Trylogia Snów autorstwa Kerstin Gier.

## Sugerowane zastosowanie

### Leczenie koszmarów
Sugeruje się, że osoby cierpiące na koszmary mogą skorzystać z umiejętności uświadamiania sobie, że rzeczywiście marzą. W 2006 r. przeprowadzono pilotażowe badanie, które wykazało, że wymarzone, klarowne leczenie było skuteczne w zmniejszaniu częstości koszmarów. Zabieg ten polegał na poddaniu się idei, opanowaniu techniki i ćwiczeniach klarowności. Nie było jasne, jakie aspekty leczenia były odpowiedzialne za sukces pokonywania koszmarów, choć leczenie jako całość zostało uznane za udane.
Australijski psycholog Milan Colic badał zastosowanie zasad od terapii narracyjnej do świadomych snów klientów, aby zmniejszyć wpływ nie tylko koszmarów podczas snu, ale także depresji, samookaleczenia i innych problemów w budzeniu się. Colic stwierdził, że rozmowy terapeutyczne mogą zredukować niepokojące treści snów, podczas gdy rozumienie życia, a nawet postaci – od świadomych snów – może być zastosowane w ich życiu z wyraźną korzyścią terapeutyczną.
Psychoterapeuci stosowali w ramach terapii świadome sny. Badania wykazały, że wywoływanie świadomych snów może złagodzić powtarzające się koszmary snu. Nie jest jasne, czy złagodzenie to wynika ze świadomości czy też możliwości zmiany samego snu. Badania przeprowadzone przez Victora Spoormakera i Van den Bout (2006) oceniły zasadność leczenia świadomym snem (LDT) u osób cierpiących na koszmar przewlekły. LDT składa się z ćwiczeń ekspozycji, mistrzostwa i świadomości. Wyniki jasno sprecyzowanego leczenia snem ujawniły, że częstość występowania koszmarów zmniejszyła się. W innym badaniu Spoormaker, Van den Bout i Meijer (2003) badali świadome śnienie w leczeniu koszmarów, testując to na ośmiu osobach, które przeszły jednogodzinną sesję indywidualną, na którą składały się ćwiczenia świadomości sennej. Wyniki badania wykazały, że częstotliwość koszmarów sennych zmniejszyła się, a jakość snu nieznacznie wzrosła.
Holzinger, Klösch i Saletu prowadzili badania psychoterapeutyczne pod roboczą nazwą „Poznanie podczas śnienia – interwencja terapeutyczna w koszmary”, która obejmowała 40 osób, mężczyzn i kobiety, w wieku 18–50 lat, których jakość życia znacznie zmieniła się pod wpływem koszmarów. Badana grupa uczestniczyła w terapii grupowej gestaltyzacją, a 24 z nich uczyły się wchodzenia w stan świadomych snów przez Holzingera. Były celowo nauczane, jak zmienić przebieg ich koszmarów. Badani zgłaszali wówczas spadek częstości występowania koszmaru z 2–3 razy w tygodniu do 2–3 razy w miesiącu.

### Kreatywność
W swojej książce The Committee of Sleep Deirdre Barrett opisuje, jak niektórzy doświadczeni śniący nauczyli się zapamiętywać konkretne cele praktyczne, na przykład artyści poszukujący inspiracji w poszukiwaniu własnej pracy, gdy tylko staną się klarowni, lub programiści komputerowi szukający ekranu z pożądanym kodem. Większość z tych marzycieli miała jednak wiele doświadczeń, że nie pamiętali o pobudzaniu celów przed uzyskaniem takiego poziomu kontroli.

### Aktywność fizyczna
Została wykazana, na podstawie badań przy użyciu elektrokardiogramu, zależność pomiędzy ćwiczeniami wykonywanymi w świadomym śnie, a tętnem śniącego. Po wykonaniu 10 przysiadów następowało 13-procentowe przyspieszenie pracy serca.

## Ryzyko
Chociaż świadomy sen może być korzystny, zasugerowano pewne ryzyko, osoby które nigdy nie śniły świadomie mogą nie rozumieć co się dzieje, nie zaleca się również praktykowania osobom cierpiącym na schizofrenie ze względu na ryzyko pomylenia świata snu ze światem realnym oraz osobom cierpiącym na choroby serca. Niewielki procent praktykujących może doświadczyć paraliżu sennego.